# ヒュー・ピーター

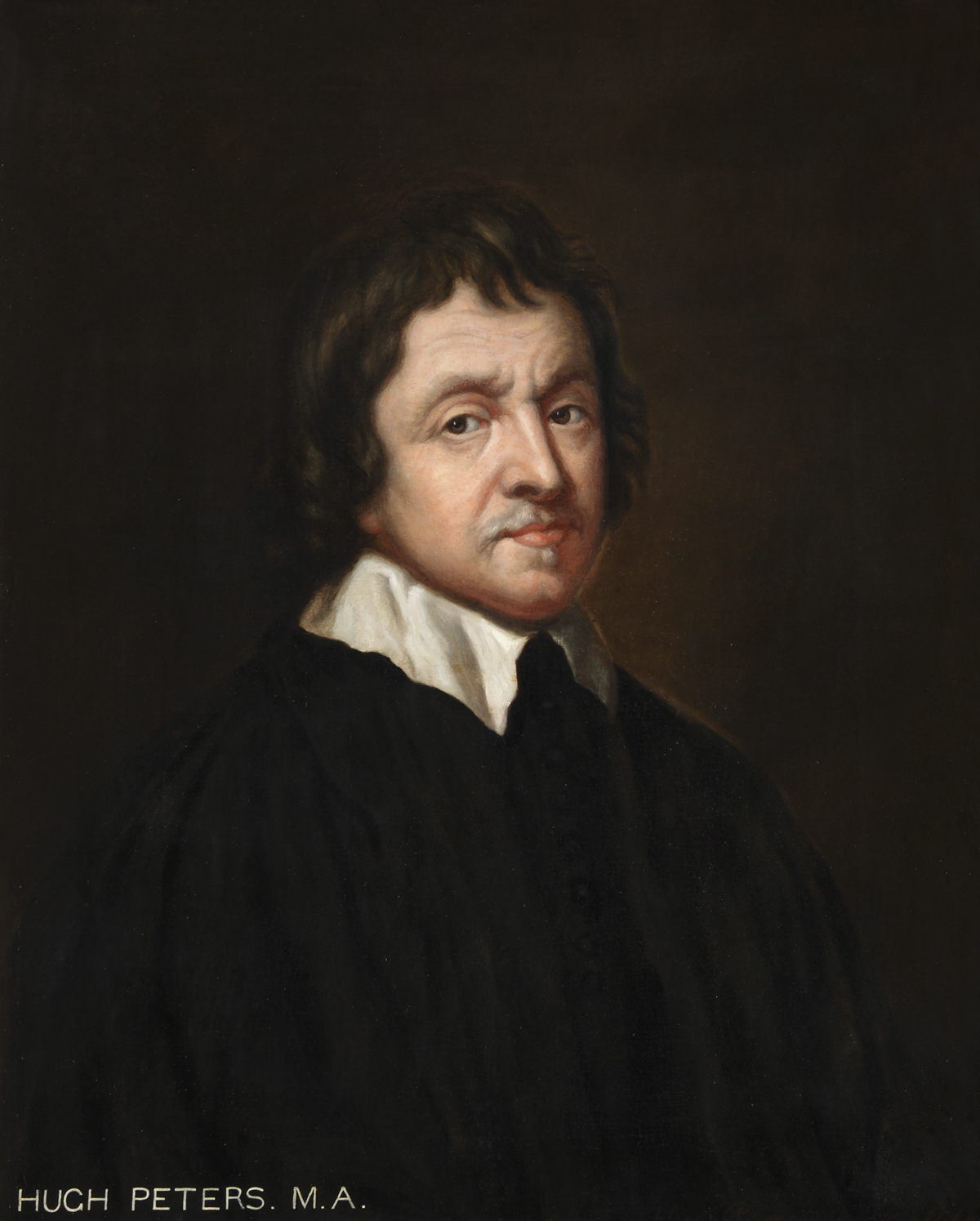
ヒュー・ピーター

ヒュー・ピーター（Hugh Peter, 1598年6月29日 - 1660年10月16日）は、清教徒革命（イングランド内戦）から王政復古期のイングランドの聖職者。ピューリタンで独立派に所属し説教を通して革命を導き、著作で社会改革を提案して理想のイングランド社会を築こうとした。そうした活動が危険視され王政復古政府に逮捕・処刑された。

## 生涯

### ピューリタンとして育つ
1598年、イングランド南西のコーンウォールの港町フォイで商人トマス・ディクウッドとエイリアス夫妻の子として生まれた。父はジェントリであり、スペインの迫害でネーデルラントのアントウェルペンからイングランドへ亡命したプロテスタントの子孫で、ディクウッド家はイングランドではピーター姓を名乗るようになった。母方もコーンウォールのジェントリ層だった。
ピーターは1613年にケンブリッジ大学トリニティ・カレッジへ入学、そこでトマス・グッドウィン、ウィリアム・ブリッジ、ジョン・ダヴェンポートなど後に独立派を主導するピューリタン達と知り合い、1618年に大学を卒業、ロンドンへ移住した1620年に回心してピューリタンとなった。それから近郊のエセックスへ移住し1623年から聖職者として活動を開始、1625年に結婚し翌1626年にロンドンへ戻り、仕事の傍らで友人のピューリタン達との交友も欠かさなかった。ところが国王チャールズ1世の側近でピューリタン排除を狙うカンタベリー大主教ウィリアム・ロードの一派に目を付けられ、1628年に説教師資格を剥奪され身の危険を感じ、オランダへ亡命した。

### 亡命と帰国、革命に加わる
オランダでは三十年戦争でスペイン軍と戦うオランダ軍に従軍牧師として参加する一方、1629年に亡命イングランド人がいたロッテルダム教会の牧師になり、1633年頃から独立派の思想も取り入れ、ダヴェンポートらの協力で教会をロード派批判の拠点とした。しかしロード派の追及がオランダにもおよぶと再度の亡命を余儀無くされ、1635年に北アメリカ・ニューイングランドのマサチューセッツ湾植民地へ移住した。そこでロジャー・ウィリアムズが去った後のセイラム教会の牧師として再始動、独立派教会の仕組みを更に学び、コネチカット川河口の植民事業とハーバード大学設立にも貢献した。総督ジョン・ウィンスロップと妻が親戚だったこともあり、アメリカでは大いに厚遇され充実した生活を送った。
その間、イングランドでは大きく政情が変化していた。ロードはかねてからの強権政治と弾圧を長期議会に批判され1640年にストラフォード伯爵トマス・ウェントワース共々投獄（後に処刑）、チャールズ1世の専制政治は致命的な打撃を受けた。ピーターは故郷の変化を読み取り1641年にアメリカからの使節として帰国、当初は植民地への財政支援を訴える役目だったが、やがて清教徒革命に身を投じた。
革命での活動は翌1642年6月から9月までのアイルランド遠征から始まり、再び従軍牧師として議会の派遣軍に同行しアイルランド反乱勢力と戦った（アイルランド同盟戦争）。この時カトリックに対する容赦のなさが見られ、遠征後に議会へ提出した遠征記録でいかにアイルランドを略奪・焼き討ちしたかを平然と書き記し、アイルランドをプロテスタント化することに使命を見出す考えと裏腹に、カトリックに対する排他的な態度も現れている。
同年8月からイングランドで議会派と王党派の内戦（第一次イングランド内戦）が始まると議会派に参加、この戦争でも従軍牧師としての活動を続けた。王党派に対しても敵意を向け、1645年にオリバー・クロムウェルに同行してニューモデル軍に従軍した際、10月に王党派のウィンチェスター侯爵ジョン・ポーレットが立て籠もるベイジング・ハウスをニューモデル軍が破壊、捕らえたウィンチェスター侯を厳しく取り調べた。1646年2月にコーンウォールへ進軍したトーマス・フェアファクスの軍にも同行、民衆に説教して王党派への非難や平和の到来を語りかけた。
一方で著述活動も開始、1643年に独立派の普及を図りアメリカの独立派牧師の著作をイングランドで出版したり、同年にオランダへ渡り議会派支持と資金援助を申し出たり、長老派の論客トマス・エドワーズと論争、宗教的寛容を論じる協議会に参加してアナバプテストなど分離派の統合を図った。また亡命体験を経て国際的プロテスタンティズムを身につけ、プロテスタント諸国の同盟構想を議会で演説、千年王国論を唱えてカトリック・イングランド国教会およびそれらと結びつきが深い王党派を反キリストに例え打倒を呼びかけ、議員や兵士達に大きな影響を与えた。こうしたやり方はエドワーズから「新カンタベリー大主教」「セクタリーの偉大な代理人」と揶揄されたが、ピーターは独立派の立場を貫き、1647年に議会と軍の対立が起きると軍の擁護を演説、やがてクロムウェルに接近していった。

### 政治・宗教に関与
1648年12月のプライドのパージで議会の長老派が追放、独立派によるランプ議会が形成されるとピーターの立場も向上、チャールズ1世処刑裁判では死刑を決定した裁判官（王殺し）ではなかったが、同年の第二次イングランド内戦直後から国王処刑を主張、裁判で積極的に処刑を推し進め賛成する説教をした。合わせて革命の輸出として他国でも君主制が廃止されることを願うことも述べたが、この行動はピーターの最期を決める原因になった。
1649年1月にチャールズ1世が処刑されてからはクロムウェルの側近となり、5月に彼が平等派を鎮圧をしたことを感謝するロンドンの祝賀会にクロムウェルと共に出席、8月から開始されたクロムウェルのアイルランド侵略で7月から先発隊に入り2度目のアイルランド遠征に加わった。アイルランドに対する情け容赦ない態度は変わらず、侵略を擁護する発言やアイルランドから奪った土地を入植者へ与える旨を書き残している。
帰国後はイングランド共和国における理論家、1653年に護国卿に就任したクロムウェルの忠実な側近として活動した。アイルランド侵略と同時期にウェールズで福音宣教を計画し1650年に実行され、1651年に出版した『よき為政者の善政』ではアメリカとオランダをモデルにした政治・宗教・経済政策を提言し共和国に指針を与えようとした。外交・宗教政策にも関与、1652年に始まった第一次英蘭戦争に反対、1654年には牧師認可の権限を与えられ審査委員会に属し、1658年にはグッドウィン、ジョン・オウエンらとサヴォイ宣言を起草するなど活動は広範囲におよんだ。

### 最期
1658年にクロムウェルが死亡、護国卿を継いだ息子のリチャード・クロムウェルにも仕えたが、リチャードが翌1659年に辞職して共和国が崩壊するとピーターの運命も暗転、1660年に王政復古でチャールズ2世がイングランド王に即位すると逮捕・投獄された。国王殺しではなかったがチャールズ1世処刑裁判に積極的に関与したことが災いし、裁判で処刑を推し進めた大逆罪によって死刑宣告、10月16日にチャリング・クロスで首吊り・内臓抉り・四つ裂きの刑で処刑された。そして首はロンドン橋のポールの先端に乗せられ、バラバラにされた遺体はシティの城門に晒された。
政府がピーターにここまで残酷な処置を取った理由は彼の存在を恐れていたからと推測され、死後1661年にピーターを批判する本『大反逆者ヒュー・ピーターズの一生』が発表された。一方のピーターは処刑直前、一人娘へ宛てた遺書を残しており、内容は天国を空想しながらも人生を振り返り、自分なりに一生懸命生きたことを告白、悔いなく処刑に臨んだ彼の心境が窺える。

## 政治思想
ピーターが唱える理想社会は神権政治で、13年に渡る亡命生活で学んだ政治・社会・経済をイングランドでも活かすことを考えるようになった。宗教と政治はアメリカを、経済はオランダをモデルとしてイングランドの繁栄を願い、提案を書き表したのが1651年の著作『よき為政者の善政』である。この際、それまでの主張だった千年王国論と革命輸出論を控え、イングランド共和国の統治構想に活動を移していった。
このパンフレットは王政とコモンウェルスの区別から始まり、古い記録は焼却し「統治における幸福は法にではなくて、人間に存するであろう」と主張した。この過激な提案は直ちにコモン・ロー学者から非難されたが、ピーターは考えを変えず、為政者が国民の幸福のために実行すべきことを挙げ、宗教・社会・司法改革を提言した。アメリカでピューリタンがしていた政治を元にしてイングランドで行い、為政者には教会保護と、コモンウェルスにとって危険ではない限り他の信仰の自由を認める、条件付きながら宗教的寛容を呼びかけた。社会政策は貧民救済のため各地に適正な利子による金融機関設置、合わせて職業教育施設と就業施設の設置も主張、救貧と就職に力を入れた政策を提言した。司法改革は国民の私有財産保証を重視、全国の土地家屋の登記簿整備と全ての契約は国定の書式と証紙を使用することを提案、各州の郡（ハンドレッド）ごとに毎年3名ずつ保安官選出、個人間紛争の解決を図った。ピーターの司法改革は「全ての善人はその心の底によい法を備えている」という信念が前提にあり、十戒を強調しアメリカにおける神権政治を理想に置いていた。
ピーターの思想はしばしば反対派から猛烈な非難を浴び、政敵エドワーズから長老派を批判し独立派を称賛する様子が記録され、彼からは独立派が企てる陰謀に頻繁に関わったとみなされ、当時の人々に大きな影響を与え、独立派をイングランド中に広めるのではないかと敵視されていた。コモン・ロー学者からの反対も根強く、法より人の良心を重視しコモン・ローをないがしろにして十戒を強調するピーターの姿勢、および裁判迅速化のため各地に多数の法廷を設置する提案と、重要事件は弁護士と聖職者が相談して解決する方法はいずれも実現不可能と非難されている。
一方で新興商人などジェントリを重要視する先進性も見られた。オランダの繁栄に注目したピーターは、その役割をジェントリと商人層にあると見て彼等の登用を求め、地方で台頭するジェントリへ期待を寄せた。また経済活性化に財政整理などを挙げているが、フランシス・ベーコンの理論を引用しつつ、学問の進歩・自然の改良・技術とマニュファクチュアの奨励・商品と商人の増加を提言した。中でも最後の提言を詳細に書き、商工業者の組合への加入は自由、国内の自由取引や独占の撤廃を主張、アムステルダム銀行をモデルとする金融機関を設立し低利資金を提供、貿易促進のため平和を重視し第一次英蘭戦争に反対した。更にロンドンをオランダの街並みを参考にした都市改造計画も考案、テムズ河畔で大埠頭を建設して貿易に便利な地域に改造、道を石で舗装、木造家屋も煉瓦か石造に作り替えた防火対策も考案した。
以上のピーターの思想は、神権政治とジェントリ・新興商人を軸にした経済政策でイングランドを豊かにすることを夢見たユートピアだった。宗教的寛容には制限があり近代的とはいえず、ピーターは共和国崩壊で非業の最期を遂げたが、現実的なイングランド繁栄を考えた姿勢とジェントリに対する着眼点が注目され、王政復古や18世紀でジェントリと商人が活躍した時代が到来したことでピーターは次の時代を予見したと評価されている。

## 著作
- 『神の行為と人の義務』（1646年）
- 『軍隊への提言』（1647年）
- 『よき為政者の善政』（1651年）
- 『一人娘にあてた死にゆく父の遺言』（1660年）